# Gollania revoluta
Gollania revoluta är en bladmossart som beskrevs av Higuchi in Higuchi och David Geoffrey Long 1996. Gollania revoluta ingår i släktet Gollania och familjen Hypnaceae. Inga underarter finns listade i Catalogue of Life.